# Дани јоргована Нишка Бања
Дани јоргована је туристичка манифестација која се одржава сваког априла у Нишкој Бањи, у време цветања јоргована.

## Програм
Програм манифестације и обухвата:
- Свечано отварање
- Плетење венца од јоргована
- Наступи фолклорних група на платоу
- Постављање венца на улаз у централни део бање
- Изложба ученичких ликовних и литерарних радова на тему „Јоргован“
- Избор најбољих ученичких радова
- Избор „Мис јоргована“ [3]

## Историја
Ова манифестација се одржава сваке године још од 2004 године. 